# Зозуля строката
Зозу́ля строката (Clamator jacobinus) — вид птахів з родини зозулевих (Cuculidae).

## Поширення
Вид поширений в Африці на південь від Сахари та на Індійському субконтиненті. Також трапляється в Шрі-Ланці та деяких районах М'янми. Представники східноафриканської популяції є перелітними і весною мігрують через південну Аравію до Індії. Мешкає в колючих, сухих чагарниках або відкритих лісах, уникаючи ділянок густого лісу або надзвичайно сухого середовища.

## Підвиди
Виділяють три підвиди:
- C. j. serratus (Sparrman, 1786) — Південна Африка, південна Замбія.
- C. j. pica (Hemprich & Ehrenberg, 1833) — Африка на південь від Сахари до північної Замбії та Малаві, північний захід Індії до Непалу та М'янми.
- C. j. jacobinus (Boddaert, 1783) — південна Індія, Шрі-Ланка, південна М'янма.

## Опис
Птах завдовжки до 34 сантиметри, при цьому хвіст становить в середньому близько 16 сантиметрів. У період розмноження самці важать в середньому 78 грамів, самки трохи важчі — в середньому 90 грамів. Яскраво вираженого статевого диморфізму немає. І в самців, і в самиць голова від основи дзьоба через очі до шиї, капюшон і верх тулуба блискучі чорні. Чорні крила мають біле дзеркало, утворене основою первинних криючих крил. Нижня сторона тіла біла, хвіст ступінчастий, чорні кермові пера мають білі кінчики. Райдужка темно-коричнева. Дзьоб із злегка загостреним кінчиком, чорного кольору.

## Спосіб життя
Під час сезону розмноження трапляється невеликими групами під час залицяння. Потім вони виокремлюються окремими парами і спаровуються з криками та іноді агресивними погонями. Поза шлюбним періодом їх зазвичай можна спостерігати поодинці. Дорослі зозулі харчуються комахами, зокрема волохатими гусеницями, або фруктами.
Під час гніздування птахи сидять на гілках і голосно кричать або ганяються разом зі своїми партнерами. В Африці зафіксовані випадки, коли самець залицявся до самиці їжею. Типовий представник гніздового паразитизму. В Індії найпоширенішими господарями є тимелії з роду Turdoides. Їхні яйця бірюзово-блакитні і такого ж розміру як у зозулі можуть трохи більше. В Африці найпоширенішими господарями є бюльбюлі, тимелії або дятли. Через короткий час вилуплюються голі і сліпі пташенята. Протягом наступних кількох днів шкіра молодих зозуль темніє від рожевої до багряно-коричневої. На відміну від інших видів зозуль, наприклад зозулі звичайної, молодняк строкатої зозулі не викидає з гнізда інших яєць. Однак вони часто привертають найбільшу увагу батьків, які менше годують своїх дитинчат і ті вмирають від голоду.